# Lac de Cei
Pour les articles homonymes, voir Cei.
Le lac de Cei (Lago di Cei en italien, Lach de Zéi en dialecte trentin) est situé à 920 m d'altitude dans la commune de Villa Lagarina, dans la province autonome de Trente. 

## Description
Dans le lac se reflète la chaîne de Monte Bondone, qui comprend le Monte Stivo (2 045 m), la Cima Bassa (1 684 m), le Cima Alta ou Palon (1 915 m), la Rocchetta (1 661 m), la Becca (1 571 m) ou encore le Monte Cornetto (2 138 m). La chaîne de montagnes Stivo-Monte Cornetto-Monte Bondone sépare la vallée de l'Adige de celle de la Sarca. 
Le lac de Cei, qui se compose en réalité de deux lacs distincts, est alimenté au nord par une petite source souterraine et, pour cette raison, les échanges d’eau sont minimes ; les eaux du plus grand lac se déversent dans le lac mineur, appelé Lagabis, de forme semi-circulaire ; il est moins profond que le grand lac puisqu'il atteint seulement 6 m de profondeur. Le rio Arione (également appelé rio Mariano) sort du petit lac et coule vers le nord, puis rejoint le rio di Cimone qui, dans Aldeno, se jette dans la vallée de Lagarina. 
Dans la partie sud-est du lac, il y a un îlot avec des bois de mélèzes, de bouleaux et de sapins, tandis que les saules, les roseaux et les joncs abondent sur les rives. Là où l'eau est la plus basse, les nénuphars se développent, donnant au lac une apparence presque stagnustre. Ces dernières années, de nombreuses algues se sont également multipliées, contribuant à rendre le fond du lac marécageux et ses eaux partiellement troubles. 

## Toponymie
Le nom du lac semble provenir du mot latin Cellius ou Ceius. Il est ensuite devenu en allemand Zeil, pendant le gouvernement autrichien sur le Trentin, traduit en dialecte local avec Zei, qui devint alors en italien l'actuel CEI. 
Le lac mineur s'appelle Lagabis ; ce nom semble provenir de : 
- Lagabis, puis lac de bisce : en bis en trentin est le nom utilisé pour désigner les serpents, en particulier ceux d’eau.
- Lagabis, c’est-à-dire le lac abyssal, car il est considéré comme très profond. Selon une légende, si vous jetiez un fer à repasser à Lagabis, vous le trouverez dans une cave de la commune de Pomarolo.

## Histoire
Le lac de Cei doit son origine à un important glissement de terrain qui a fermé la petite vallée, obstrué le flux d'eau et créé le lac.
Naguère, tout le bassin était occupé par un unique lac, qui s'est en grande partie asséché, se réduisant en deux lacs très proches, dont le plus grand a une superficie de 5 hectares et atteint une profondeur de seulement 13,5 m. 
L'empereur du Saint Empire romain germanique, Charles Quint, invité de Bernhard von Cles à Trente pendant quelques jours, aurait pris part à une chasse dans les bois autour du lac de Cei. En 1891 et 1892, l'archiduchesse Stéphanie de Belgique, veuve de Rodolphe d'Autriche, était l'invitée du comte Alberto Marzani et de sa femme Georgina Appony dans leur villa de Dajano, près du lac, et a visité le lac. Le 29 novembre 1897, une lettre signée par Franz Joseph Österreicher est datée et adressée à Francesco de Probizer, dans laquelle l'impératrice Sissi a daigné se rendre dans le Tyrol, pays bien-aimé, sans manquer de traverser la belle vallée de Cei pour être hébergée dans la villa de Francesco, Villa Maria de Probizer. Cependant, cette promesse de l'impératrice ne pouvait être tenue : en effet, Elisabeth, malade, passa l'hiver entre 1897 et 1898 sur la Côte d'Azur et, dix mois plus tard, le 10 septembre 1898, elle cessa de vivre. Pendant la Grande Guerre, une garnison militaire austro-hongroise fut établie dans la vallée de Cei. La route qui mène de Castellano à Aldeno a également été utilisée par l’Armée impériale comme voie d’évasion lors de la retraite en novembre 1918, alors que l’armée italienne avançait dans la Vallagarina. Les Autrichiens ne savaient pas qu'en réalité les Italiens étaient déjà arrivés à Aldeno et entraient dans Trente. Pendant la Seconde Guerre mondiale, la vallée de Cei servit de refuge à de nombreuses populations de la vallée fuyant les bombardements alliés. Certaines activités partisanes se sont également développées dans les bois de Cei, comme on peut le lire dans les récits ou les journaux intimes des personnes déplacées elles-mêmes, par les SS de la Gestapo. Dans les bois de Cei et dans le lac ont été retrouvés de nombreuses armes et munitions de l'armée impériale royale austro-hongroise de la période de la Grande Guerre, ainsi que de nombreux fusils et casques de la Wehrmacht en retraite vers l'Allemagne à la fin de la Seconde Guerre mondiale. 

## Flore et faune

### Plantes aquatiques
Le nymphaea et le nénuphar jaune sont présents dans le lac de Cei. 

### Plantes terrestres
On trouve des épicéa, des sapins, des pins, des hêtres, des tilleuls, des mélèzes, des pin de montagnes, des bouleaux et des saules pleureurs. 

### Poissons, crustacés et mollusques
Le lac est peuplé de différentes espèces aquatiques, telles que le brochet, le chevesne et le rotengle. Au fond, il est possible d'observer des moules d'eau douce. 

### Oiseaux d'eau
Le colvert, la poule d'eau, le héron cendré, le grèbe huppé et la foulque macroule se trouvent dans le lac.

## Villas

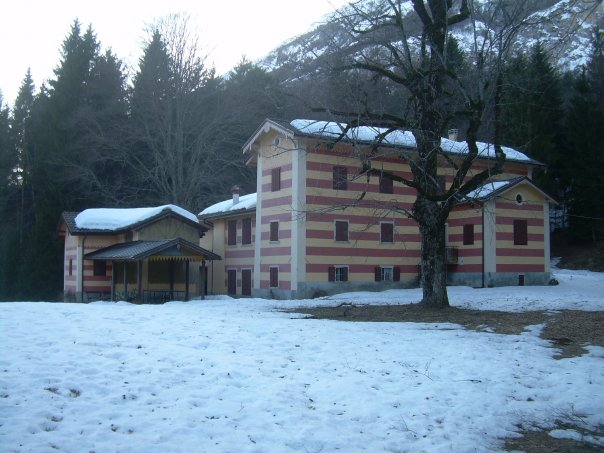
La villa Maria de Probizer.

Des villas à demi cachées construites du milieu du XIXe siècle jusqu'au début du XXe siècle couronnent le lac et se reflètent dans ses eaux. 
- Villa Moll maintenant Hôtel Martinelli, construit dans les dernières décennies du XIXe siècle ;
- Villa Cammelli maintenant Scrinzi ;
- Villa Marzani maintenant Stiffan ;
- Villa Maria de Probizer ;
- Villa d'Eccher.

## Églises bordant le lac
- L'église de Probizer ;
- L'église de Bellaria, au milieu des bois, a été construite en 1960 par Lino Rosa d'Aldeno. Récemment, le service religieux a été repris, les dimanches d'été, avec la messe l'après-midi. Il est géré par la paroisse d'Aldeno, à qui il appartient ;
- L'église de San Martino.

## Bildstock aux alentours du lac
La région compte environ 17 bildstock, les plus importants étant : 
- À Zenghi, construite par le comte Nicolò Lodron en 1619 qui, à cette époque, fit construire la route pour rejoindre Castellano. La peinture exposée représente une Madone avec un enfant, la vieille peinture se trouve maintenant dans le presbytère de Castellano ;
- Entre Castellano et Bordala, construite en 1858 par les frères Antonio et Damiano Pizzini ;
- Devant l'église de Castellano, construite en 1930 par Luigi Gatti pour remplir le vœu de ses arrière-grands-parents ;
- À Doera, elle contient un tableau et une statue en bois représentant la Vierge Marie.

## Biotope Pra dell'Albi-Cei

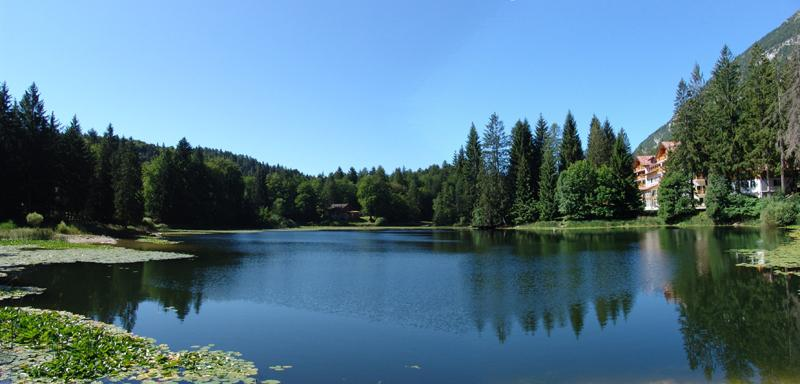
Le lac de Cei en été.

Depuis 1992, la région de Pra dell'Albi-Cei, dont le lac fait partie, a été placée dans la liste des 68 biotopes ; cette initiative constitue une contribution précieuse au maintien de la flore et de la faune typiques du lac. Le biotope Pra dell'Albi-Cei s'étend sur un territoire qui a toujours été affecté par divers types d'activités humaines et, surtout sur le lac, a souvent été un lieu de loisir et de divertissement. En ce sens, Pra dell'Albi-Cei est un biotope assez spécial, car certaines activités sont interdites. En fait, au lac de Cei, la baignade et la pêche sont autorisées, à l'exception de la partie la plus occidentale du bassin.

## Littérature
- Ennio Petrolli a écrit et publié un livre intitulé Sentiero di montagna, qui contient de nombreux poèmes en dialecte et en italien sur le lac de Cei et les environs. L' un de ces poèmes parle de la petite église de Probizer, près de la villa de Probizer.
- L’avocate et écrivaine Gloria Canestrini a publié un livre rassemblant toutes les légendes et tous les récits concernant le lac de Cei et ses environs, intitulé Le jardin des nénuphars et d’autres histoires.
- La professeure à la retraite Lia Petrolli a publié un livre autobiographique relatant des épisodes de la vie quotidienne dans la vallée de Cei, alors que l'écrivain et sa famille s'étaient réfugiés à Cei pour échapper au drame de la Seconde Guerre mondiale. Le livre s'intitule Come porti i capelli, caleidoscopio di fatti e antefatti.